# Nolan North

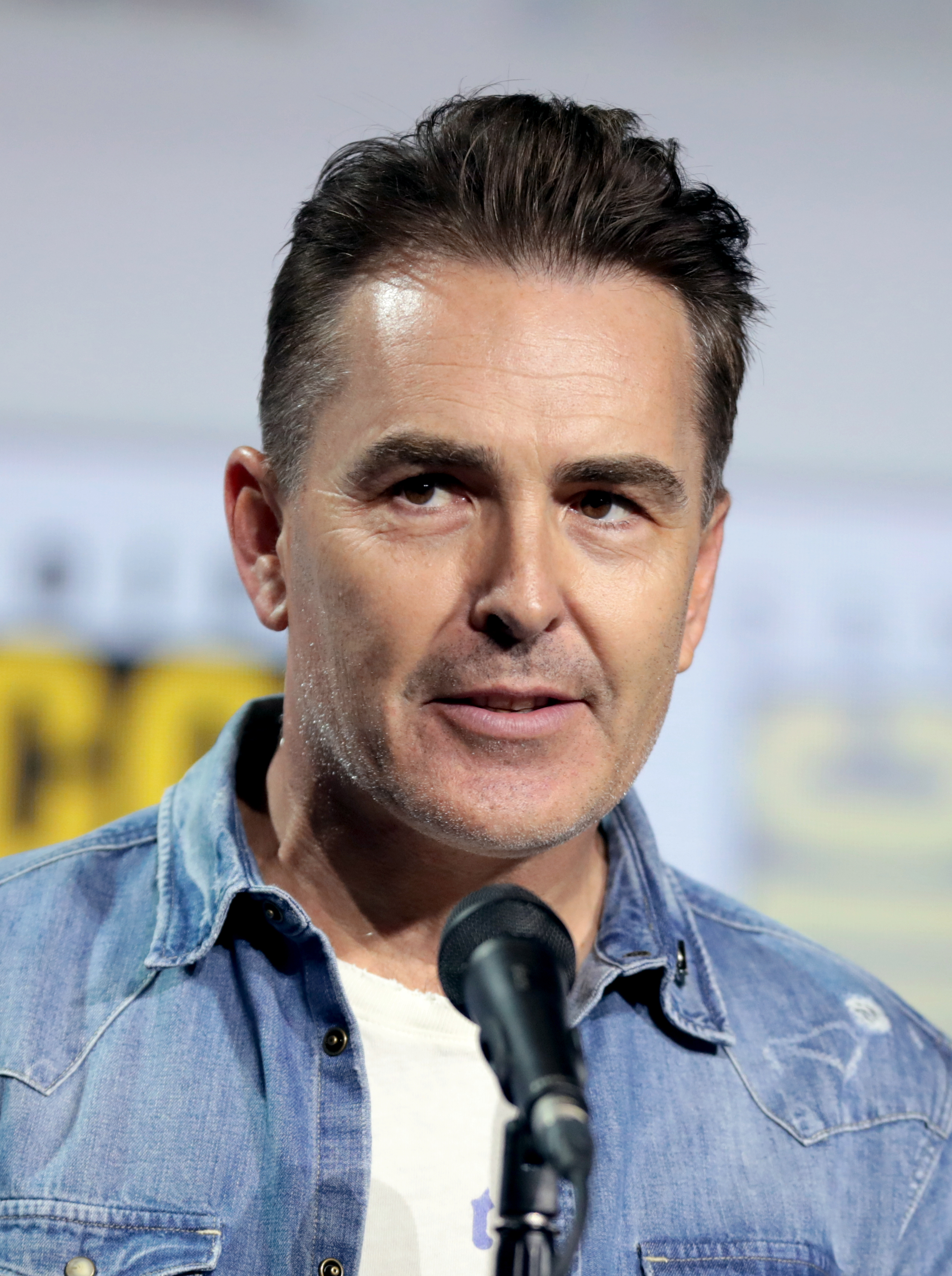
Nolan North (2019)

Nolan Ramsay North (* 31. Oktober 1970 in New Haven, Connecticut) ist ein US-amerikanischer Schauspieler und Synchronsprecher. Zu seinen bekanntesten Synchronarbeiten zählen die Vertonungen der Hauptrollen in den Videospielserien Assassin’s Creed (als Desmond Miles) und Uncharted (als Nathan Drake).

## Filmografie (Auswahl)
Als Darsteller
- 2000: Broken (Kurzfilm)
- 1997–2002: Port Charles (TV-Serie, 734 Folgen)
- 2003: Six Feet Under – Gestorben wird immer (Six Feet Under) (TV-Serie, zwei Folgen)
- 2004: She Spies – Drei Ladies Undercover (She Spies) (TV-Serie, eine Folge)
- 2004: JAG – Im Auftrag der Ehre (JAG) (TV-Serie, eine Folge)
- 2006: Malcolm mittendrin (Malcolm in the Middle) (TV-Serie, eine Folge)
- 2006: The Last Stand
- 2006: Navy CIS (NCIS) (TV-Serie, eine Folge)
- 2006: Neds ultimativer Schulwahnsinn (Ned’s Declassified School Survival Guide) (TV-Serie, zwei Folgen)
- 2007: Ugly Betty (TV-Serie, eine Folge)
- 2007: CSI: Miami (TV-Serie, eine Folge)
- 2007: On the Doll
- 2009: Modern Family (TV-Serie, eine Folge)
- 2009/2010: Melrose Place (TV-Serie, zwei Folgen)
- 2010–2017: Pretty Little Liars (TV-Serie, 28 Folgen)
- 2012: Haven (TV-Serie, eine Folge)
- 2013: Star Trek Into Darkness
- 2015–2017: Con Man (TV-Serie, acht Folgen)
- 2019: The Great Alaskan Race – Helden auf vier Pfoten (The Great Alaskan Race)
- 2022: Uncharted
- 2022: Navy CIS: L.A. (Navy CIS: Los Angeles) (TV-Serie, eine Folge)
- 2023: Hayseed
- 2023: The Shift

## Synchronarbeiten (Auswahl)
Filme und Fernsehserien
- Die Avengers – Die mächtigsten Helden der Welt – Balder,[1] Jimmy Woo, Living Laser, Piledriver, Chemistro
- Ben 10
- Back at the Barnyard – Stumpity Joe
- Black Panther – Cyclops, Nightcrawler
- Die Brot-Piloten – Oonski, der Große
- Die gruseligen Abenteuer von Billy und Mandy: Waking Nightmare / Beware of the Undertoad
- DreamWorks Dragons – Haudrauf der Stoische
- G.I. Joe: Renegades – Snow Job
- Hulk Vs. – Deadpool
- Justice League: Crisis on Two Earths – Green Lantern, Power Ring
- MAD – Shrek, Luke Skywalker, Captain America, Wolverine
- Robot and Monster – Crikey, Blimey, Pendulum Depot, Lev Krumholtz, Onkel Kuffley
- Regular Show – diverse Rollen
- Scooby-Doo Mystery Incorporated – Brad Chiles
- Star Wars: Clone Wars – El-Les
- Star Trek: Lower Decks – diverse Rollen
- Superman vs. The Elite – Pokolistani-Botschafter
- Teenage Mutant Ninja Turtles (2012) – The Kraang
- The Legend of Tarzan (2001) – Scox
- TMNT – Teenage Mutant Ninja Turtles (2007) – Raphael
- Transformers: Prime – Smokescreen
- Ultimate Avengers – The Movie – Ant-Man, Hank Pym
- Ultimate Avengers 2: Rise of the Panther – Giant Man, Hank Pym
- Unstable Fables: 3 Pigs and a Baby – Der große böse Wolf
- Wolverine and the X-Men – Cyclops, Pyro, Berzerker, Carl, Doctor
- Young Justice – Superboy, Superman,[2] Zatara, Professor Ojo, Marvin White, L-6, Match, Clayface

Videospiele
- 50 Cent: Bulletproof (Spinoza)
- Age of Empires III: The War Chiefs (George Armstrong Custer)
- Alpha Protocol (Steven Heck)
- Und dann gabs keines mehr (Patrick Narracott, Hafenmeister)
- Ape Escape 3 (Dr. Tomoki)
- Army of Two: The 40th Day (Elliot Salem)
- Assassin’s Creed (Desmond Miles, Abbas Sofian)
- Assassin’s Creed II (Desmond Miles, Adam)
- Assassin’s Creed: Brotherhood (Desmond Miles)
- Assassin’s Creed: Revelations (Desmond Miles)
- Assassin’s Creed III (Desmond Miles)
- Batman: Arkham City (Der Pinguin, diverse Rollen)[3]
- Batman: Arkham Origins (Der Pinguin, Black Mask)[4]
- Call of Duty 2 (Sergeant Randall)
- Call of Duty: World at War (Dr. Edward Richtofen)
- Call of Duty: Black Ops (Dr. Edward Richtofen)
- Call of Duty: Black Ops II (Dr. Edward Richtofen)
- Crash: Herrscher der Mutanten (Doctor N. Gin)
- Crash of the Titans (Doctor N. Gin, Tiny Tiger, Dingodile, diverse Rollen)
- Dark Void (Will Grey)
- Deadpool - Das Videospiel (Deadpool, Nolan North)
- Destiny  (Geist)
- Destroy All Humans! Big Willy Unleashed (Trahn, Ratpoo, Corn Cob King)
- Destroy All Humans! Path of the Furon (Emperor Meningitis)
- Dota 2 (Shadow Demon, Lycanthrope, Lone Druid, Brewmaster, Gyrocopter, Ogre Magi, Keeper of the Light, Meepo)
- Dragon Age: Origins (Diverse Rollen)
- Driver: Parallel Lines (The Mexican)
- Dungeons & Dragons: Dragonshard
- The Elder Scrolls V: Skyrim (Portal 2 Space Core)
- EverQuest II (diverse Rollen)
- Fable II (Männlicher Held)
- Final Fantasy XII (Vossler York Azelas)
- Final Fantasy XIII (Diverse Rollen)
- Final Fantasy XIV (Diverse Rollen)
- Gears of War 3 (Jace Stratton)
- God of War (Hades, griechischer Soldat, Fischer)
- GoldenEye 007
- Guild Wars (Mhenlo, Olaf, Gron, Mamp)
- Guild Wars 2 (Männlicher Mensch-Spielercharakter)
- Gun (Diverse Rollen)
- Halo 3 (Marine)
- Halo 3: ODST (Lance Corporal Kojo „Romeo“ Agu)
- Halo Wars (Sergeant John Forge)
- Infamous (Zivilist)
- Interstate '82 (Hinkley)
- Keepsake (Zak)
- League of Legends (Rakan)
- Lost Odyssey (Dark Acolyte)
- MadWorld (Operator B, Master Father (Francis), Yokozuna Daisangen)
- Mafia II (Alberto Clemente)
- Mafia III (Remy Duvall)
- Metal Gear Solid 4: Guns of the Patriots (Diverse Rollen)[5]
- Portal 2 (Corrupt Cores, Defective Turrets)
- Predator: Concrete Jungle (Diverse Rollen)
- Prince of Persia (Prinz)
- Prototype (Diverse Rollen)
- Red Faction: Guerrilla (Diverse Rollen)
- Ratchet & Clank Future: A Crack in Time (Sigmund, diverse Rollen)
- Resistance: Retribution (Roland Mallery)
- Resonance of Fate (Vashyron)[6]
- Ein Quantum Trost (Diverse Rollen)
- Saints Row (Diverse Rollen)
- Saints Row 2 (Diverse Rollen)
- Saints Row IV (als er selbst)
- Saboteur (Crochet, diverse Rollen)
- Shadow Complex (Jason Fleming)
- Singularity (Devlin)
- Sly Cooper: Thieves in Time (El Jefe)
- Sniper: Ghost Warrior (O’Neil)
- SOCOM: U.S. Navy SEALs Combined Assault (Vandal)
- SOCOM: U.S. Navy SEALs Confrontation (Commando 2, Pilot 2)
- SOCOM 4: U.S. Navy SEALs (Gorman)
- Spec Ops: The Line (Captain Martin Walker)
- Star Wars: The Old Republic (männlicher Jedi-Botschafter)
- Supreme Commander 2 (Dominic Maddox)
- SWAT 4 (SWAT Officer Tony „Subway“ Girard)
- Team Fortress 2 (Merasmus, Bombinomicon, Redmond Mann, Blutarch Mann)
- The Last of Us (David)
- Uncharted: Drakes Schicksal (Nathan Drake)
- Uncharted 2: Among Thieves (Nathan Drake)
- Uncharted: Eye of Indra (Nathan Drake)
- Uncharted 3: Drake’s Deception (Nathan Drake)
- Uncharted: Golden Abyss (Nathan Drake)
- Uncharted 4: A Thief’s End (Nathan Drake)
- Unreal Tournament 3 (Bishop)
- Valkyria Chronicles (Musaad Mayfield)
- World in Conflict (Lt. Parker)